# General Hospital

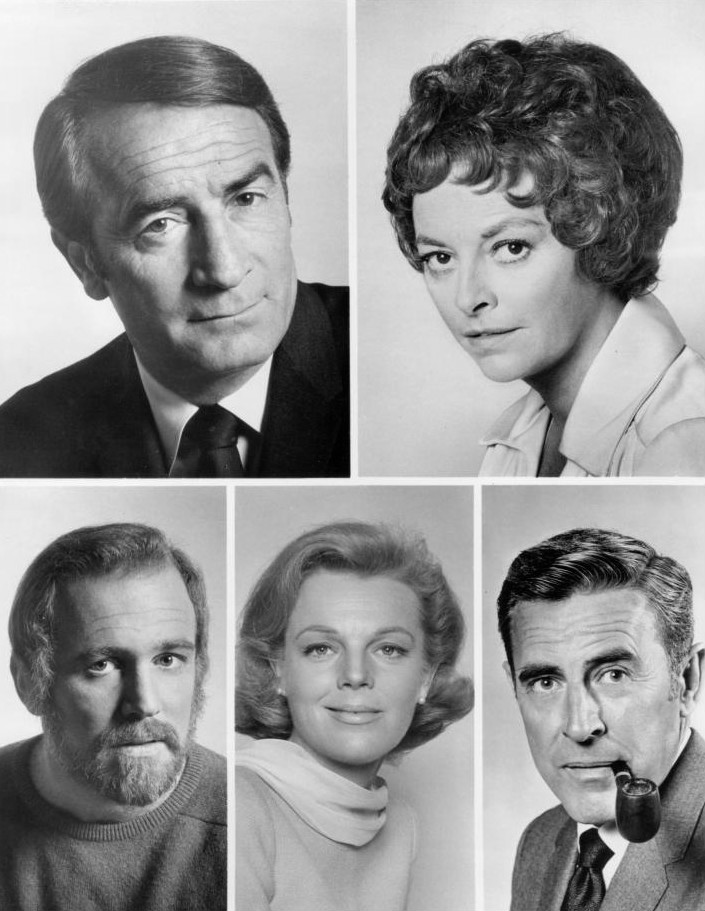
De cast van General Hospital in 1973

General Hospital is een Amerikaanse soapserie en de langstlopende soap op de omroep ABC. De show startte op 1 april 1963 op dezelfde dag dat concurrent NBC met de ziekenhuisserie The Doctors begon. De serie begon met 30 minuten maar dat werden er 45 in 1976 en een uur in 1978 (reclame inbegrepen).
De serie speelt zich af in het fictieve Port Charles.
De soap zorgde er onder meer in 1983 voor dat de single Baby, come to me van Patti Austin en James Ingram een nummer 1-positie haalde in de Billboard Hot 100, de single was eerder deels geflopt.

## Acteurs
- Anna Lee (Lila Quartermaine) (1978-2004)
- Nicholas Alexander Chavez (Spencer Cassadine) (2021-2024)

## Prijzen

### Daytime Emmys

#### Show
- 2012 "Outstanding Drama Series"
- 2012 "Outstanding Drama Series Directing Team"
- 2011 "Outstanding Stunt Coordination"
- 2011 "Outstanding Achievement in Technical Direction/Electronic Camera/Video Control for a Drama Series"
- 2011 "Outstanding Original Song for a Drama Series"
- 2011 "Outstanding Achievement in Lighting Direction for a Drama Series"
- 2011 "Outstanding Achievement for a Casting Director for a Drama Series"
- 2011 "Outstanding Achievement in Art Direction/Set Decoration/Scenic Design for a Drama Series"
- 2010 "Outstanding Drama Series Directing Team"
- 2009 "Outstanding Drama Series Writing Team"
- 2008 "Outstanding Drama Series"
- 2008 "Outstanding Achievement in Casting for a Drama Series"
- 2007 "Outstanding Achievement in Casting for a Drama Series"
- 2006 "Outstanding Drama Series"
- 2006 "Outstanding Drama Series Directing Team"
- 2006 "Outstanding Achievement in Casting for a Drama Series"
- 2006 "Outstanding Achievement in Hairstyling for a Drama Series"
- 2005 "Outstanding Drama Series"
- 2005 "Outstanding Drama Series Directing Team"
- 2004 "Outstanding Drama Series Directing Team"
- 2004 "Outstanding Achievement in Makeup for a Drama Series"
- 2003 "Outstanding Drama Series Writing Team"
- 2003 "Outstanding Achievement in Multiple Camera Editing for a Drama Series"
- 2002 "Outstanding Original Song"
- 2000 "Outstanding Drama Series"
- 2000 "Outstanding Drama Series Directing Team"
- 1999 "Outstanding Drama Series"
- 1999 "Outstanding Drama Series Writing Team"
- 1999 "Outstanding Achievement in Makeup for a Drama Series"
- 1999 "Outstanding Achievement in Costume Design for a Drama Series"
- 1999 "Outstanding Original Song" TIED with As the World Turns
- 1998 "Outstanding Achievement in Costume Design for a Drama Series"
- 1997 "Outstanding Drama Series"
- 1996 "Outstanding Drama Series"
- 1996 "Outstanding Achievement in Costume Design for a Drama Series"
- 1995 "Outstanding Drama Series"
- 1995 "Outstanding Drama Series Writing Team"
- 1995 "Outstanding Achievement in Costume Design for a Drama Series"
- 1984 "Outstanding Drama Series"
- 1982 "Outstanding Drama Series Directing Team"
- 1981 "Outstanding Drama Series"
- 1981 "Outstanding Drama Series Directing Team"

General Hospital is recordhouder wat betreft de categorie Outstanding Drama series (11).

#### Individueel
- 2022 "Outstanding Younger Performer in a Drama Series" Nicholas Alexander Chavez[1]
- 2012 "Outstanding Lead Actor in a Drama Series" Anthony Geary
- 2012 "Outstanding Supporting Actor in a Drama Series" Jonathan Jackson
- 2012 "Outstanding Supporting Actress in a Drama Series" Nancy Lee Grahn
- 2011 "Outstanding Lead Actress in a Drama Series" Laura Wright
- 2011 "Outstanding Supporting Actor in a Drama Series" Jonathan Jackson
- 2010 "Outstanding Younger Actress in a Drama Series" Julie Marie Berman
- 2009 "Outstanding Younger Actress in a Drama Series" Julie Marie Berman
- 2008 "Outstanding Lead Actor in a Drama Series" Anthony Geary
- 2007 "Outstanding Supporting Actor in a Drama Series" Rick Hearst
- 2007 "Outstanding Supporting Actress in a Drama Series" Genie Francis
- 2006 "Outstanding Lead Actor in a Drama Series" Anthony Geary
- 2005 "Outstanding Supporting Actress in a Drama Series" Natalia Livingston
- 2004 "Lifetime Achievement Award" Anna Lee
- 2004 "Lifetime Achievement Award" Rachel Ames
- 2004 "Outstanding Lead Actor in a Drama Series" Anthony Geary
- 2004 "Outstanding Supporting Actor in a Drama Series" Rick Hearst
- 2004 "Outstanding Younger Actor in a Drama Series" Chad Brannon
- 2003 "Outstanding Lead Actor in a Drama Series" Maurice Benard
- 2003 "Outstanding Supporting Actress in a Drama Series" Vanessa Marcil
- 2002 "Outstanding Younger Actor in a Drama Series" Jacob Young
- 2000 "Outstanding Lead Actor in a Drama Series" Anthony Geary
- 2000 "Outstanding Supporting Actress in a Drama Series" Sarah Brown
- 1999 "Outstanding Lead Actor in a Drama Series" Anthony Geary
- 1999 "Outstanding Supporting Actor in a Drama Series" Stuart Damon
- 1999 "Outstanding Younger Actor in a Drama Series" Jonathan Jackson
- 1998 "Outstanding Supporting Actor in a Drama Series" Steve Burton
- 1998 "Outstanding Younger Actor in a Drama Series" Jonathan Jackson
- 1998 "Outstanding Younger Actress in a Drama Series" Sarah Brown
- 1997 "Outstanding Younger Actress in a Drama Series" Sarah Brown
- 1996 "Outstanding Younger Actress in a Drama Series" Kimberly McCullough
- 1995 "Outstanding Supporting Actress in a Drama Series" Rena Sofer
- 1995 "Outstanding Younger Actor in a Drama Series" Jonathan Jackson
- 1993 "Outstanding Supporting Actor in a Drama Series" Gerald Anthony
- 1991 "Outstanding Lead Actress in a Drama Series" Finola Hughes
- 1989 "Outstanding Juvenile Female in a Drama Series" Kimberly McCullough
- 1982 "Outstanding Lead Actor in a Drama Series" Anthony Geary
- 1982 "Outstanding Supporting Actor in a Drama Series" David Lewis
- 1981 "Outstanding Supporting Actress in a Drama Series" Jane Elliot
- 1979 "Outstanding Supporting Actor in a Drama Series" Peter Hansen

### Directors Guild of America
- 2004 "Outstanding Directorial Achievement in Daytime Serials"
- 2002 "Outstanding Directorial Achievement in Daytime Serials"
- 1998 "Outstanding Directorial Achievement in Daytime Serials"
- 1996 "Outstanding Directorial Achievement in Daytime Serials"

### Writers Guild of America
- 1998 "Daytime Serials"
- 1996 "Daytime Serials"
- 1995 "Daytime Serials"

### Soap Opera Digest Awards

#### Show
- 2005 "Favorite Show"
- 2003 "Favorite Show"
- 2003 "SoapNet Outstanding Plot Twist Award" (Alexis and Sonny have sex)
- 2000 "Favorie Show"
- 1999 "Favorite Show"
- 1998 "Favorite Show"
- 1997 "Favorite Show"
- 1991 "Outstanding Storyline: Daytime" (Robert, Anna, and the alien)

#### Individueel
- 2005 "Favorite Villain" Ted King
- 2005 "Outstanding Lead Actor" Maurice Benard
- 2005 "Outstanding Lead Actress" Tamara Braun
- 2005 "Outstandign Supporting Actor" Rick Hearst
- 2005 "Outstanding Younger Lead Actor" Scott Clifton
- 2003 "Favorite Return" Vanessa Marcil
- 2003 "Outstanding Lead Actor" Maurice Benard
- 2003 "Outstanding Supporting Actor" Steve Burton
- 2003 "Outstanding Supporting Actress" Nancy Lee Grahn
- 2001 "Outstanding Male Newcomer" Chad Brannon
- 2001 "Outstanding Supporting Actres" Nancy Lee Grahn
- 2000 "Favorite Actor" Maurice Benard
- 2000 "Favorite Actress" Sarah Brown
- 2000 "Outstanding Lead Actor" Anthony Geary
- 2000 "Outstanding Supporting Actress" Nancy Lee Grahn
- 1999 "Favorite Veteran" Stuart Damon
- 1999 "Hottest Male Star" Steve Burton
- 1999 "Outstanding Lead Actor" Anthony Geary
- 1999 "Outstanding Younger Lead Actor" Jonathan Jackson
- 1999 "Outstanding Younger Lead Actress" Rebecca Herbst
- 1998 "Hottest Male Star" Ingo Rademacher
- 1998 "Outstanding Lead Actress" Vanessa Marcil
- 1998 "Outstanding Male Scene Stealer" John Ingle
- 1998 "Outstanding Younger Lead Actor" Steve Burton
- 1998 "Outstanding Younger Lead Actress" Sarah Brown
- 1997 "Hottest Female Star" Vanessa Marcil
- 1997 "Hottest Male Star" Ingo Rademacher
- 1997 "Outstanding Lead Actress" Genie Francis
- 1997 "Outstanding Male Newcomer" Tyler Christopher
- 1997 "Outstanding Younger Lead Actor" Steve Burton
- 1996 "Hottest Female Star" Lynn Herring
- 1996 "Outstanding Lead Actor" Maurice Benard
- 1996 "Outstanding Supporting Actor" Stuart Damon
- 1995 "Hottest Female Star" Kristina Wagner
- 1995 "Outstanding Child Actor" Jonathan Jackson
- 1995 "Outstanding Supporting Actor" Brad Maule
- 1995 "Outstanding Younger Lead Actress" Rena Sofer
- 1993 "Outstanding Child Actor" Kimberly McCullough
- 1992 "Outstanding Supporting Actress: Daytime" Jane Elliot
- 1992 "Outstanding Villainess: Daytime" Lynn Herring
- 1991 "Outstanding Lead Actress: Daytime" Finola Hughes
- 1991 "Outstanding Male Newcoemr: Daytime" Michael Watson
- 1991 "Outstanding Villain: Daytime" Kin Shriner
- 1991 "Outstanding Villainess: Daytime" Lynn Herring
- 1990 "Outstanding Heroine: Daytime" Finola Hughes
- 1990 "Outstanding Male Newcomer: Daytime" Kurt McKinney
- 1989 "Outstanding Male Newcomer: Daytime" Scott Thompson Baker
- 1989 "Outstanding Villainess: Daytime" Lynn Herring
- 1988 "Outstanding Actress in a Supporting Role: Daytime" Anna Lee
- 1988 "Outstanding Newcomer: Daytime" Ian Buchanan
- 1986 "Outstanding Youth Actor/Actress on a Daytime/Primetime Serial" Kimberly McCullough

### Soapy Awards

#### Show
- 1983 "Favorite Soap Opera"
- 1981 "Favorite Soap Opera"

#### Individueel
- 1983 "Favorite Man in a Mature Role" David Lewis
- 1983 "Favorite Villain" Kin Shriner
- 1983 "Favorite Villainess" Robin Mattson
- 1983 "Favorite Woman in a Mature Role" Anna Lee
- 1983 "Most Exciting New Actor" John Stamos
- 1983 "Outstanding Actor" Anthony Geary
- 1981 "Outstanding Juvenile Actor" Philip Tanzini
- 1981 "Favorite Performer in a Mature Role" David Lewis
- 1981 "Favorite Villain" Andre Landzaat
- 1981 "Favorite Villainess" Robin Mattson
- 1981 "Most Exciting New Actor" Tristan Rogers
- 1981 "Most Exciting New Actress" Renee Anderson
- 1981 "Outstanding Actor" Anthony Geary
- 1981 "Outstanding Actress" Genie Francis
- 1980 "Outstanding Actor" Anthony Geary

### Young Artist Awards
- 2003 "Best Performance in a TV Series (Comedy or Drama) - Young Actor Age Ten or Younger" Dylan Cash
- 1994 "Best Actor Under Ten in a Television Series or Show" Jonathan Hernadez TIED with Shawn Toovey
- 1990 "Best Young Actor in a Daytime Drama" R.J. Williams
- 1987 "Exceptional Performance by a Young Actor in a Daytime Series" Kimberly McCullough
- 1986 "Outstanding Younger Actress - Regular Daytime Serial" Kimberly McCullough
- 1985 "Outstanding Young Actor - Regular Daytime Series" David Mendenhall
- 1984 "Outstanding Younger Actor in a Daytime Soap" David Mendenhall TIED with John Stamos
- 1984 "Outstanding Younger Actor in a Daytime Soap" John Stamos TIED with David Mendenhall
- 1983 "Best Younger Actress in a Daytime Serial" Janine Turner
- 1981 "Best Younger Actor - Daytime TV Series" Philip Tanzini
- 1981 "Best Younger Actress - Daytime TV Series" Genie Francis

### YoungStar Awards
- 2000 "Best Performance by a Young Actress in a Daytime TV Series" Amber Tamblyn
- 1999 "Best Performance by a Young Actor in a Daytime TV Program" Jonathan Jackson
- 1998 "Best Performance by a Young Actor in a Daytime TV Program" Jonathan Jackson
- 1998 "Best Performance by a Young Actress in a Daytime TV Program" Robyn Richards

### Soap Hub Awards
- 2021 "	Favorite Newcomer" Nicholas Alexander Chavez[2]

### Mystery Science Theatre 3000
In aflevering 13, 15 en 17 van het vierde seizoen van Mystery Science Theater 3000 werden enkele vroege afleveringen van General Hospital op de hak genomen, de afleveringen diende als voorfilmpjes.